# Banana Bowl
Banana Bowl é um torneio de tênis da série juvenil da ITF e da Confederação Sul-Americana de Tênis (COSAT). Até 2007, o evento contava com pontuação Grade A no ranking mundial juvenil, desde então passou a ser Grade 1, a segunda maior pontuação na ITF.  Criado em São Paulo, não tem uma sede fixa e já passou pelas cidades de Ribeirão Preto, Santos, São José dos Campos e São José do Rio Preto no estado de São Paulo, além de Blumenau, Florianópolis, Gaspar e Itajaí, em Santa Catarina.
Desde sua primeira edição, em 1969, deixou de ser realizado apenas em 1993, devido a problemas financeiros da Confederação Brasileira de Tênis.
A 46ª edição acontece novamente na cidade de São José dos Campos, repetindo a sede de 2015, mas agora com a realização de jogos em dois clubes: Associação Esportiva São José e Daher Tennis Lounge. O torneio será disputado entre os dias 5 e 13 de março, sendo os dias 5 e 6 reservados ao qualifying.
Em 2015, a 45ª edição foi histórica ao ter pela primeira vez um bicampeão na chave masculina de simples, com o gaúcho Orlando Luz vencendo a final contra o paulista Igor Marcondes na categoria 18 anos. Foi o segundo ano consecutivo em que dois brasileiros decidiram o título masculino. Na chave feminina, a americana Usue Arconada foi campeã ao vencer a também americana Francesca Di Lorenzo.
A categoria 16 anos teve como campeões o argentino Juan Martin Jalif na chave masculina e a chilena Fernanda Labraña na chave feminina. Já na categoria 14 anos, o campeão no masculino foi o brasileiro Mateus Alves e a campeã do feminino foi a russa Anfisa Danilchenko.

## História
Foi criado em 1968, durante o congresso do campeonato sul-americano em Caracas, na Venezuela. O nome Banana foi sugerido por Alcides Procópio, então presidente da Federação Paulista de Tênis, que gostaria de criar uma versão tropical do Orange Bowl. "Já que copiamos tudo dos Estados Unidos e eles têm o Orange Bowl, então nós teremos o Banana Bowl", disse Procópio em 1998, ao lembrar da criação do evento.
A primeira edição foi realizada no Esporte Clube Pinheiros, em São Paulo, contando com tenistas do Brasil e da América do Sul, tendo como primeiros campeões o argentino Roberto Graetz e a brasileira Marlene Flues na categoria principal, até 18 anos. Até 1973, apenas as categorias até Juvenil (até 18 anos) e Infanto Juvenil (até 15 anos) eram disputadas.
No início o nome soava estranho, mas já apareciam participantes e, em 1970, saiu o primeiro torneio oficial. No começo apenas jogavam sulamericanos mas, em 1976, apareciam os primeiros mexicanos e estadunidenses. Como o peso da competição ganhava força, vários tenistas que fariam sucesso começaram a participar, casos de John McEnroe, Ivan Lendl, Gabriela Sabatini e Gustavo Kuerten.
O torneio tem em seu hall de campeões jogadores que se tornaram grandes nomes do tênis mundial como John McEnroe, Thomas Muster e Andy Roddick no masculino, Helena Sukova, Svetlana Kuznetsova e Eugenie Bouchard. Mas também teve em suas chaves vários tenistas que não tiveram grande participação e vieram a se tornar estrelas posteriormente, como Yannick Noah, Juan Martin Del Potro, Jo-Wilfried Tsonga, Marcelo Melo, Fabio Fognini, Kei Nishikori, David Goffin, Amelie Mauresmo, Marion Bartoli, Ana Ivanovic, Dominika Cibulkova, entre outros.

## Campeões
| Ano  | Campeão Masculino       | Vice Masculino     | Campeã Feminino             | Vice Feminino          |
| ---- | ----------------------- | ------------------ | --------------------------- | ---------------------- |
| 1969 | Roberto Graetz          | Ricardo Cano       | Marlene Flues               | Graziela Echevarria    |
| 1970 | Joaquim Rasgado         | Francisco Mastelli | Beatrice Chrystman          | Regina Ferreira        |
| 1971 | Roger Guedes            | Roberto Carvalhaes | Andrea Menezes              | Iris Riedel            |
| 1972 | Victor Pecci            | Miguel Maurtua     | Elza Rodriguez              | Nadja Sá               |
| 1973 | Flávio Arenzon          | Carlos Lanco       | Patrícia Medrado            | Carla Gruarino         |
| 1974 | Eddie Pinto             | Noel Freitas       | Adriana Villagran           | Patricia Medrado       |
| 1975 | Fernando Fontana        | Gabriel Matos      | Emilse Raponi               | Cecilia Barbat         |
| 1976 | Jose Luis Clerc         | Fernando Fontana   | Viviane Locicero            | Marcela Gregorio       |
| 1977 | John McEnroe            | Ivan Lendl         | Claudia Casablanca          | Sandra Sabbagh         |
| 1978 | Alejandro Ganzabal      | Cássio Motta       | Claudia Casablanca          | Ivana Madruga          |
| 1979 | Raul Viver              | Juan Avendano      | Cláudia Monteiro            | Helena Wapler          |
| 1980 | Roberto Arguello        | Antonio Capella    | Graciela Perez              | Marlin Noriega         |
| 1981 | Eduardo Oncins          | Edvaldo Oliveira   | Helena Suková               | Geneviev Grewie        |
| 1982 | Martín Jaite            | Carlos di Laura    | Helena Olsson               | Andrea Tiezzi          |
| 1983 | Bill Stanley            | Fernando Garcia    | Silvana Campos              | Mercedes Paz           |
| 1984 | Thomas Muster           | Alex Antonish      | Silvana Campos              | Helen Kelesi           |
| 1985 | Franco Davin            | João Cunha Silva   | Patricia Tarabini           | Mariana Roldan         |
| 1986 | Gilbert Schaller        | Sergio Cortez      | Gisele Miró                 | Gisele Faria           |
| 1987 | Alejandro Aramburu      | Sergio Sarli       | Maren Kemper                | Gabriela Mosca         |
| 1988 | Patricio Arnold         | Roberto Jabali     | Andrea Vieira               | Federica Haumuller     |
| 1989 | Fernando Meligeni       | Pedro Alatorre     | Florencia Labat             | Karin Balnova          |
| 1990 | David Witt              | Sebastian Le Blanc | Petra Kukova                | Maria Pilar Vals       |
| 1991 | Johannes Unterberger    | Marcelo Saliola    | Roberta Burzagli            | Katerina Malec         |
| 1992 | Erik Casas              | Adriano Ferreira   | Larissa Schaerer            | Maria Fernanda Landa   |
| 1994 | Federico Browne         | Carlos Jose Tori   | Meilen Tu                   | Stephanie Halsell      |
| 1995 | Mariano Zabaleta        | Mariano Puerta     | Lilia Osterloh              | Jitka Schonfeldova     |
| 1996 | Petr Kralert            | Kristian Capalik   | Lilia Osterloh              | Samantha Reeves        |
| 1997 | Luís Horna              | Fernando González  | Sarah Taylor                | Valeria Dag            |
| 1998 | Fernando González       | Julien Jeanpierre  | Erica Krauth                | Milagros Sequera       |
| 1999 | Paul-Henri Mathieu      | Éric Prodon        | Aniko Kapros                | Maria Emilia Salerni   |
| 2000 | Andy Roddick            | Joachim Johansson  | Maria Emilia Salerni        | Lenka Dlhopolcova      |
| 2001 | Gilles Müller           | Alex Bogdanovic    | Svetlana Kuznetsova         | Maria Fernanda Alves   |
| 2002 | Marcos Baghdatís        | Brian Dabul        | Myrian Casanova             | Barbora Strycova       |
| 2003 | David Brewer            | Frederico Gil      | Alisa Kleybanova            | Krystina Marcio        |
| 2004 | Eduardo Schwank         | Pablo Andújar      | Alisa Kleybanova            | Ágnes Szávay           |
| 2005 | Leonardo Mayer          | André Miele        | Sharon Fichman              | Alexandra Dulgheru     |
| 2006 | Albert Ramos-Viñolas    | Fernando Romboli   | Alizé Cornet                | María Fernanda Álvarez |
| 2007 | Ricardo Urzua-Rivera    | Stephane Piro      | Tamaryn Hendler             | Roxane Vaisemberg      |
| 2008 | Juan Vasquez-Valenzuela | Filip Krajinović   | Ana Bogdan                  | Paula Ormaechea        |
| 2009 | Yannik Reuter           | Gianni Mina        | Camila Silva                | Kristina Mladenovic    |
| 2010 | Juan Sebastian Gomez    | Renzo Olivo        | Beatrice Capra              | Ulrikke Eikeri         |
| 2011 | Mathias Bourgue         | Hugo Dellien       | Yuliana Lizarazo            | Patricia Ku Flores     |
| 2012 | Spencer Papa            | Pietro Licciardi   | Anna Danilina               | Ellen Allgurin         |
| 2013 | Johan Tatlot            | Gianluigi Quinzi   | Louisa Chirico              | Alice Matteucci        |
| 2014 | Orlando Luz             | João Menezes       | Aliona Bolsova Zadoinov     | Renata Zarazua         |
| 2015 | Orlando Luz             | Igor Marcondes     | Usue Arconada               | Francesca Di Lorenzo   |
| 2016 | Ulises Blanch           | Louis Wessels      | Panna Udvardy               | Emily Appleton         |
| 2017 | Marko Miladinovic       | Thiago Wild        | Whitney Osuigwe             | Emily Appleton         |
| 2018 | Sebastian Baez          | Tristan Boyer      | Maria Camila Osorio Serrano | Alexa Noel             |
| 2019 | Nicolas Alvarez Varona  | Harold Mayot       | Diane Parry                 | Hurricane Tyra Black   |
| 2020 | Hanwen Li               | Natan Rodrigues    | Ellvina Kalieva             | Leyre Romero Gormaz    |
| 2021 | Juncheng Shang          | Miguel Gomes       | Oceane Babel                | Bianca Behulova        |

| Ano  | Campeões Masculino                    | Vices Masculino                         | Campeãs Feminino                       | Vices Feminino                               |
| ---- | ------------------------------------- | --------------------------------------- | -------------------------------------- | -------------------------------------------- |
| 1969 | Ricardo Cano Roberto Graetz           | Luiz Santos Claudio Ferreira            | Não houve disputa                      | Não houve disputa                            |
| 1970 | Fabio Pontes Marcelo Meyer            | Paulo Campos Roger Guedes               | Nadja Sá Regina Ferreira               | Beatrice Chrystman Letícia Coutinho          |
| 1971 | Francisco Duenas Givaldo Barbosa      | Roger Guedes Roberto Carvalhaes         | Andrea Menezes Nadja Sá                | Beatrice Chrystman Lee Connolly              |
| 1972 | Flavio Arenzon Victor Pecci           | Gilvan Barros Eduardo Gentil            | Adriana Villagrán Susana Villaverde    | Cecília Joaquim Nadja Sá                     |
| 1973 | Carlos Gatticker Carlos Lando         | Ricardo Eynaudi Antonio Hartmann        | Cristiane Brito Marília Matte          | Ana Cleto Patricia Medrado                   |
| 1974 | Luis Carlos Enck Eddie Pinto          |                                         | Cristiane Brito Patricia Medrado       | Daria Kopel Adriana Villagrán                |
| 1975 | Jose Luis Clerc Fernando Fontana      | Gabriel Mattos Fernando Von Oertzen     | Cecilia Barbat Emilse Raponi           | Soraya Cuellas Emilia Saracchi               |
| 1976 | Larry Gottfried Jam Vinitsky          | Jose Luis Clerc Fernando Fontana        | Marcela Gregorio Viviana Locicero      | Denise Lopes Bernadete Mendonça              |
| 1977 | John McEnroe Robert Van't Hof         | Eduardo Bengoechea Gustavo Guerrero     | Sandra Sabbagh Paola Sessarego         | Claudia Casablanca Liliana Giussani          |
| 1978 | Cássio Motta Hugo Scott               | Andrés Gomez Raúl Viver                 | Claudia Casablanca Ivana Madruga       | Claudia Monteiro Helena Wappler              |
| 1979 | Klaus Oberparleiter Bernard Pills     | Glen Michibata Martin Wostenholme       | Claudia Monteiro Helena Wappler        | Suzana Lima Cristina Rozwadowski             |
| 1980 | Renato Joaquim Paschoal Penetta       | Antonio Capella Sergio Casal            | Nuria Alasia Marlin Noriega            | Marisa Marchessini Graciela Perez            |
| 1981 | Dácio Campos Renato Joaquim           | Carlos Claverie Corrado Mionbet         | Maria Cash Helena Sukova               | Maria Belotti Fabiana Ciorciari              |
| 1982 |                                       |                                         |                                        |                                              |
| 1983 |                                       |                                         | Silvana Campos Niege Dias              | Ronni Reis Nicole Staford                    |
| 1984 |                                       |                                         | Silvana Campos Niege Dias              | Mercedes Paz Mariana Roldan                  |
| 1985 |                                       |                                         |                                        |                                              |
| 1986 |                                       |                                         |                                        |                                              |
| 1987 | Alejandro Aramburu Marcus Barbosa     | Michael Schmidtmann Fabio Silberberg    | Alessandra Kaul Patricia Miller        | Florencia Labat Cristina Tessi               |
| 1988 | Tomaz Zdrazila David Rikl             | Martin Stringari Mauricio Haddad        | Patricia Miller Macarena Miranda       | Federica Haumuller Florencia Labat           |
| 1989 |                                       |                                         |                                        |                                              |
| 1990 |                                       |                                         |                                        |                                              |
| 1991 |                                       |                                         |                                        |                                              |
| 1992 |                                       |                                         |                                        |                                              |
| 1994 | Daniel Melo Ricardo Omana             | Federico Browne Carlos Jose Tori        | Cristina Moros Stephanie Nickitas      | Stephanie Halssel Meilen Tu                  |
| 1995 | Mariano Zabaleta Ricardo Schlachter   | Carlos Vasquetto Paulo Taicher          | Michaela Pastikova Jitka Schonfeldova  | Valentina Solari Maria Eugenia Rojas         |
| 1996 | Simon Larose Mariano Puerta           | Simon Pender Ben Haran                  | Lilia Osterloh Samantha Reeves         | Jheni Osman Ekaterina Roubanova              |
| 1997 | Fernando González Nicolas Massú       | Tomas Hajek Jaroslav Levinsky           | Bruna Colósio Cristina Correia         | Joana Cortez Simone Jardim                   |
| 1998 | Tomas Cakl Jiri Vrbka                 | Dario Perez Emiliano Redondi            | Clarisa Fernandez Maria Emilia Salerni | Daja Bedanova Jana Hlavackova                |
| 1999 | Jose De Armas Daniel Langre           | Lesley Joseph Scott Lipsky              | Eugenia Chialvo Erica Krauth           | Nives Culum Dominika Luzarova                |
| 2000 | Lee Childs James Nelson               | Todor Enev Hiroki Kondo                 | Eugenia Chialvo Maria Emilia Salerni   | Emmanuelle Edon Olivia Sanchez               |
| 2001 | Alejandro Falla Carlos Salamanca      | Rafael Abreu Oscar Posada               | Petra Cetkovska Barbora Strycova       | Salome Devidze Galina Voskoboeva             |
| 2002 | Frederico Gil Leonardo Tavares        | Steve Darcis Brendan Evans              | Myriam Casanova Elke Clijsters         | Maria Jose Argeri Salome Devidze             |
| 2003 | Frederico Gil Chris Kwon              | Alex Kuznetsov Vahid Mirzadeh           | Larissa Carvalho Soledad Esperon       | Megan Moulton-Levy Katarina Zoricic          |
| 2004 | Lukas Lacko Peter Miklusicak          | Rafael Arévalo Vahid Mirzadeh           | Alisa Kleybanova Irina Kotkina         | Jana Juricova Magdalena Rybarikova           |
| 2005 | Piero Luisi David Navarrette          | Raony Carvalho Ryan Sweeting            | Bianca-Ioana Bonifate Sharon Fichman   | Dominika Cibulková Nikola Franková           |
| 2006 | Jamie Hunt Nathaniel Schnugg          | Hans Podlipnik-Castillo Edgar Rodriguez | Klaudia Boczová Kristina Kucová        | Teliana Pereira Katerina Vanková             |
| 2007 | Daniel Evans David Rice               | Roman Jebavy Roberto Maytin             | Tatiana Bua Roxane Vaisemberg          | Claudine Paulson Malena Gordo                |
| 2008 | Gilad Ben Zvi Cedrik-Marcel Stebe     | David Goffin Pierre-Hugues Herbert      | Elena Bogdan Nastassja Burnett         | Nadejda Guskova Valeria Savinykh             |
| 2009 | Andrea Collarini Agustin Velotti      | Shuichi Sekiguchi Yasutaka Uchiyama     | Nataliya Pintusova Chantal Skamlová    | Kristina Mladenovic Silvia Njiric            |
| 2010 | Duilio Beretta Roberto Quiroz         | Filip Horansky Jozef Kovalik            | Denisa Allertová Pernilla Mendesova    | Cecilia Costa Melgar Ulrikke Eikeri          |
| 2011 | Juan Ignacio Londero João Pedro Sorgi | Hugo Dellien Diego Hidalgo              | Eugenie Bouchard Irina Khromacheva     | Miho Kowase Makoto Ninomiya                  |
| 2012 | Christian Garin Gianluigi Quinzi      | Jorge Brian Panta Daniel Santos         | Anna Danilina Zuzanna Maciejewska      | Ferny Angeles Paz Katrine Steffensen         |
| 2013 | Stefan Kozlov Spencer Papa            | Pedro Cachin Quentin Halys              | Laura Ucros Constanza Vega             | Ingrid Gamarra Martins Beatriz Haddad Maia   |
| 2014 | Orlando Luz João Menezes              | Naoki Nakagawa Lautaro Pane             | Luisa Stefani Renata Zarazua           | Anna Bondar Fanny Stollar                    |
| 2015 | Marcelo Barrios Vera Juan Jose Rosas  | Miomir Kecmanovic Orlando Luz           | Francesca Di Lorenzo Luisa Stefani     | Jaqueline Cristian Maia Lumsden              |
| 2016 | Ulises Blanch Yōsuke Watanuki         |                                         | Mai Hontama Ayumi Miyamoto             |                                              |
| 2017 | Gianni Ross Danny Thomas              |                                         | Elysia Bolton Vanessa Ong              |                                              |
| 2018 | Sebastián Báez Clément Tabur          |                                         | Mariam Dalakischwili Ania Hertel       |                                              |
| 2019 | Shunsuke Mitsui Keisuke Saitoh        | Martin Damm Toby Kodat                  | Natsumi Kawaguchi Shavit Kimchi        | Saki Imamura BoYoung Jeong                   |
| 2020 | Dali Blanch Lorenzo Claverie          | Luciano Darderi Gustavo Heide           | Ana Geller Guillermina Grant           | Mell Elizabeth Reasco Gonzalez Solana Sierra |
| 2021 | Alexander Bernard Dali Blanch         | Jack Anthrop Aidan Kim                  | Kira Pawlowa Diana Schnaider           | Oceane Babel Solana Sierra                   |

| Ano  | Campeão Masculino    | Vice Masculino        | Campeã Feminino         | Vice Feminino       |
| ---- | -------------------- | --------------------- | ----------------------- | ------------------- |
| 1970 | Alberto Bett         | Flávio Arenzon        | Andrea Menezes          | Ana Gorostiaga      |
| 1971 | Renzo Valentino      | Eddie Pinto           | Cristiane Brito         | Maria Ferreira      |
| 1972 | Celso Sacomandi      | Ricardo Ycaza         | Emilia Saracchi         | Maria Ferreira      |
| 1973 | Ricardo Ycaza        | Fernando Fontana      | Beatriz Villaverde      | Maria Urquiza       |
| 1974 | Ricardo Ycaza        | Fernando Fontana      | Beatriz Villaverde      | Diana Sury          |
| 1975 | Celso Sacomandi      | Eduardo Bengoechea    | Ivana Madruga           | Maria Urquiza       |
| 1976 | Cássio Motta         | Hugo Scott            | Claudia Casablanca      | Ivana Madruga       |
| 1977 | Mauro Brandão        | Carlos Castellán      | Cláudia Monteiro        | Ivana Madruga       |
| 1978 | Carlos Castellán     | Roberto Arguello      | Marlin Noriega          | Gloria Escobar      |
| 1979 | Roberto Arguello     | Carlos Claverie       | Marlin Noriega          | Fabiana Ciorciari   |
| 1980 | Eduardo Masso        | Carlos Chabalgoity    | Laura Arraya            | Andrea Tiezzi       |
| 1981 | Fernando Roese       | Jose Fernandez        | Niege Dias              | Silvana Campos      |
| 1982 | Christian Miniussi   | Horacio de la Peña    | Silvana Campos          | Olga Votavova       |
| 1983 | Jaime Yzaga          | Cary Cohenour         | Stefania Rehe           | Jennifer Fuchs      |
| 1984 | Sergio Cortez        | Ruben Gajardo         | Paulina Sepulveda       | Gisele Miró         |
| 1985 | Nicolas Pereira      | Diego Varella         | Gabriela Mosca          | Claudia Faillace    |
| 1986 | Jaime Oncins         | Sérgio Sarli          | Macarena Miranda        | Leslie Manhein      |
| 1987 | Martin Stringari     | Fernando Meligeni     | Luciana Della Casa      | Federica Haumuller  |
| 1988 | William Kyriakos     | Marcelo Saliola       | Tatiana Buss            | Roberta Burzagli    |
| 1989 | Gustavo Re           | Maxy Jimenez          | Maria Francesca         | Ines Gorrochategy   |
| 1990 | Cancelado            | Cancelado             | Cancelado               | Cancelado           |
| 1991 | Marcelo Cesana       | Leopoldo Depetris     | Valeria Strapra         | Cintia Tortorella   |
| 1992 | Gustavo Kuerten      | Nicolas Lapentti      | Camina Girardo          |                     |
| 1994 | Erick Colombano      | Marcos Daniel         | Eugenia Fernandez       | Clarissa Martinessi |
| 1995 | Alexandre Simoni     | Francis Yoshimoto     |                         |                     |
| 1996 | Patricio Arquez      | Ricardo Mello         | Maria Bcortegui         |                     |
| 1997 | Mariano Campos       |                       | Natalia Gussoni         |                     |
| 1998 | Thiago Alves         | Beto Braga            | Gisela Dulko            |                     |
| 1999 | Alejandro Falla      |                       | Sandra Eisenberg        |                     |
| 2000 | Guillermo Ormazabal  | Eduardo Portal        | Jorgelina Barrera       | Marina Tavares      |
| 2001 | Guillermo Ormazabal  | Jorge Aguilar         | Juliana Cordero         | Larissa Carvalho    |
| 2002 | Bruno Rosa           | Pablo Cuevas          | Jenifer Widjaja         | Juliana Cordero     |
| 2003 | Raony Carvalho       | Juan Martin Del Potro | Estefania Balda         | Bruna Cunha         |
| 2004 | Emiliano Massa       | Nicolas Santos        | Florencia Molinero      | Agustina Lepore     |
| 2005 | Jose Roberto Velasco | Ricardo Siggia        | Marina Giral            | Tatiana Bua         |
| 2006 | Fabricio Neis        | Guido Pella           | Tatiana Bua             | Carla Lucero        |
| 2007 | Valentin Flores      | Nicolas Pastor        | Camila Silva            | Daniela Trigo       |
| 2008 | Guilherme Clezar     | Juan Carlos Ceballos  | Fernanda Brito          | Belén Ludueña       |
| 2009 | Ricardo Rodríguez    | Juan Ignacio Londero  | Patricia Ku Flores      | Florencia Di Biasi  |
| 2010 | Thiago Monteiro      | Gustavo Castro        | Francesca Rescaldani    | Maria Paula Deheza  |
| 2011 | Pedro Cachin         | Gabriel Hocevar       | Carolina Meligeni Alves | Ana Gobbi Monllau   |
| 2012 | Marcelo Zormann      | Osni Junior           | Suellen Abel            | Lara Soares         |
| 2013 | Agustín Torreano     | Juan Rosas            | Luisa Stefani           | Agostina Zamprogno  |
| 2014 | Bruno Britez         | Camilo Ugo            | Liz Chileno             | Yuliana Monroy      |
| 2015 | Juan Martin Jalif    | Felipe Acosta         | Fernanda Labraña        | Alejandra Morales   |
| 2021 | Kauã Cressoni        | Henrique Brito        | Olivia Carneiro         | Daniela Rubio       |
| 2022 | Gustavo de Almeida   | Ramiro Toninelli      | Francesca Bunikowska    | Yasmin Costa        |

| Ano  | Campeões Masculino                        | Vices Masculino                       | Campeãs Feminino                      | Vices Feminino                       |
| ---- | ----------------------------------------- | ------------------------------------- | ------------------------------------- | ------------------------------------ |
| 1969 | Jorge Loyaca Miguel Maurtua               | Sergio Cardoso Jesus Moreira          | Não houve disputa                     | Não houve disputa                    |
| 1970 | Flavio Arenzon Eduardo Gentil             | Roberto Espinola Victor Pecci         | Cecilia Joaquim Andrea Menezes        | Maria Ferreira Marcia Menezes        |
| 1971 | Fernando Maynetto Renzo Valentino         | Caio Avancini Noel Freitas            | Cristina Britto Patricia Medrado      | Maria Ferreira Emilia Saracchi       |
| 1972 | Gilberto Ferreira Gabriel Mattos          | Mauricio Dasa Fernando Von Oertzen    | Maria Ferreira Emilia Saracchi        | Soraya Cuellas Sueli Roessler        |
| 1973 | Fernando Fontana Alejandro Gattiker       | Celso Sacomandi Fernando Von Oertzen  | LIgia Matos Diana Sury                | Gioke Tan Marcia Scott               |
| 1974 | Ney Keller Celso Sacomandi                | Fernando Fontana Alejandro Gatticker  |                                       |                                      |
| 1975 | Cássio Motta Hugo Scott                   | Eduardo Bengoechea Gustavo Guerrero   | Marcia Sabbagh Paola Sessarego        | Ivana Madruga Maria Urquiza          |
| 1976 | Cássio Motta Hugo Scott                   | Hector Gildermeister Pedro Rebollero  | Claudia Casablanca Ivana Madruga      | Claudia Monteiro Sandra Sabbagh      |
| 1977 | Herman Luque Raul Viver                   | Alberto Mionbet Fabio Mionbet         | Claudia Monteiro Célia Pécora         | Ivana Madruga Rita Tiraboschu        |
| 1978 | Pascoal Penetta Carlos Scott              | Carlos Claverie Corrado Mionbet       | Lucia Silveira Christina Rozwadowski  | Karen Naylor Marlin Noriega          |
| 1979 |                                           |                                       |                                       |                                      |
| 1980 | Cesar Kist Fernando Roese                 | Marcelo Abreu Carlos Chabalgoity      | Etsuko Inove Emiko Okagawa            | Laura Arraya Patricia Rios           |
| 1981 | Carlos Chabalgoity Fernando Roese         | Fernando Blengino Antonio Rapanelli   | Niege Dias Katia Vieira               | Silvana Campos Luciana Corsato       |
| 1982 |                                           |                                       |                                       |                                      |
| 1983 | José Demeterco Sérgio Ribeiro             | José Heitor Moreira Alexandre Oncins  |                                       |                                      |
| 1984 |                                           |                                       |                                       |                                      |
| 1985 | Marcus Barbosa Carlos Zwetsch             | Damian Bidinost Martin Stringari      | Claudia Chabalgoity Andrea Vieira     | Silvia Correa Florencia Labat        |
| 1986 |                                           |                                       |                                       |                                      |
| 1987 | Carlos Engel Carlos Zwetsch               | Eduardo Barbosa Antonio Carlos Bastos | Luciana Della Casa Rita Cruz Lima     | Silvia Correa Federica Haumuller     |
| 1988 | William Kyriakos Marcelo Saliola          | Sebastian Allenge Diego Del Rio       | Carolina Haddad Catalina Ramirez      | Adriana Barretta Roberta Burzagli    |
| 1989 |                                           |                                       |                                       |                                      |
| 1990 |                                           |                                       |                                       |                                      |
| 1991 |                                           |                                       |                                       |                                      |
| 1992 |                                           |                                       |                                       |                                      |
| 1994 |                                           |                                       |                                       |                                      |
| 1995 |                                           |                                       |                                       |                                      |
| 1996 |                                           |                                       |                                       |                                      |
| 1997 |                                           |                                       |                                       |                                      |
| 1998 |                                           |                                       |                                       |                                      |
| 1999 |                                           |                                       |                                       |                                      |
| 2000 |                                           |                                       |                                       |                                      |
| 2001 | Cancelado                                 | Cancelado                             | Cancelado                             | Cancelado                            |
| 2002 |                                           |                                       |                                       |                                      |
| 2003 | Raony Carvalho André Miele                | Luiz Fernando Gomez Jose Zunino       | Estefania Balda Maria Teresa Salame   | Agustina Lepore Florencia Molinero   |
| 2004 | Thomas Estrada Alejandro Gonzalez         | Francisco Franco Jose Roberto Velasco | Yuvanna Montalvo Jessica Palma        | Florencia Molinero Ahinara Ramos     |
| 2005 | Cancelado                                 | Cancelado                             | Cancelado                             | Cancelado                            |
| 2006 | Cristobal Saavedra Juan Vivanco           | Mario Rolemberg Pedro Zanotelli       | Fernanda Faria Nicole Herzog          | Bianca Botto Daniela Trigo           |
| 2007 | Christian Lindell Bernardo Lipschitz      | Vitor Morales Christopher Price       | Bianca Botto Arantxa Salut            | Camila Espinoza Fernanda Reyes       |
| 2008 | Cancelado                                 | Cancelado                             | Cancelado                             | Cancelado                            |
| 2009 | Oscar Gutierrez Bruno Sant'Anna           | Hugo Dellien Felipe Mantilla          | Florencia Di Biasi Patricia Ku Flores | Maria Ines Deheza Maria Paula Deheza |
| 2010 | Jorge Panta Daniel Santos                 | Jhonatan Gonzalez Francisco Yim Kim   | Maria Ines Deheza Maria Paula Deheza  | Astrid Gehre Montserrat Gonzalez     |
| 2011 | Andres Cabezas Jose Chamba                | Pedro Cachin Juan Pablo Paz           | Maria de Carli Stephanie Petit        | Ailen Crespo Victoria Gobbi          |
| 2012 | Gabriel Hocevar Marcelo Zormann           | Silas Cerqueira Luis Valero           | Natalia de Ugarte Daniela Ruiz        | Victoria Cafruni Ana Laura John      |
| 2013 | Juan Ficovich Frederico Herrera           | Evaldo Neto Gabriel Sidney            | Laura Arciniegas Daniela Ramirez      | Erika Pereira Maria Clara Silva      |
| 2014 | Felipe Meligeni Alves Guilherme Scarpelli | Bruno Britez Breno Plentz             | Liz Chileno Nathalia Gasparin         | Eduarda Ferreira Gabriela Rezende    |
| 2015 | Cancelado                                 | Cancelado                             | Cancelado                             | Cancelado                            |
| 2022 | Gustavo de Almeida Thiago Guglieri        | Ramiro Toninelli Luiz Silva           |                                       |                                      |

| Ano  | Campeão Masculino     | Vice Masculino       | Campeã Feminino       | Vice Feminino                |
| ---- | --------------------- | -------------------- | --------------------- | ---------------------------- |
| 1974 | Fred Nachef           | Cássio Motta         | Sandra Sabbagh        | Paola Sessarego              |
| 1975 | Mauro Brandão         | Vicente Vallenilla   | Claudia Monteiro      | Célia Pécora                 |
| 1976 | Fabio Mion Bet        | Paschoal Penetta     | Suzana Rojas          | Christina Rozwadowski        |
| 1977 | Nelson Aerts          | Renato Joaquim       | Betina Bunge          | Marlin Noriega               |
| 1978 | Carlos Chabalgoity    | Eduardo Oncins       | Laura Arraya          | Monica Covarrubias           |
| 1979 | Carlos Chabalgoity    | Jose Fernandez       | Lilian Descheller     | Niege Dias                   |
| 1980 | Claudio Santibañez    | Horacio De La Peña   | Niege Dias            | Silvana Campos               |
| 1981 | Christian Miniussi    | Sergio Ribeiro       | Manolla Murillo       | Madalena Wiese               |
| 1982 | Sergio Cortez         | Ricardo Mardones     | Andrea Holikova       | Claudia Faillace             |
| 1983 | Chris Garner          | Guillermo Roldan     | Gabriela Sabatini     | Amy Schwartz                 |
| 1984 | Frank Davi            | Jaime Oncins         | Gabriela Sabatini     | Claudia Chabalgoity          |
| 1985 | Marcus Barbosa        | Martin Stringari     | Claudia Chabalgoity   | Andrea Vieira                |
| 1986 | Ruben Alvarenga       | William Kyriakos     | Cristina Tessi        | Alessandra Kaul              |
| 1987 | Gustavo Re            | Miguel Postura       | Ines Gorrachategui    | Roberta Burzagli             |
| 1988 | Gustavo Fernandez     | Odair Santos         | Romina Landriel       | Sumara Passos                |
| 1989 | Marcelo Cesana        | Diego Moyano         | Laura Olave           | [Barbara Castro]]            |
| 1990 | Cancelado             | Cancelado            | Cancelado             | Cancelado                    |
| 1991 | Vilmar Polatti        | Fabio Gil            | Miriam D'Agostini     | Fernanda Tsucamoto           |
| 1992 | Leonard Silva         |                      | Miriam D'Agostini     |                              |
| 1994 | Thiago Ruffoni        | Carlos Gonzalez      | Bruna Colósio         | Carla Tiene                  |
| 1995 |                       |                      |                       |                              |
| 1996 |                       |                      |                       |                              |
| 1997 |                       |                      |                       |                              |
| 1998 |                       |                      |                       |                              |
| 1999 |                       |                      |                       |                              |
| 2000 | Bruno Rosa            | Carlos Zarhi         | Patrícia Coimbra      | Stefania Cracium             |
| 2001 | Enrique Olivares      | Piero Luisi          | Tania Varela          | Maria Fernanda Alvarez Terán |
| 2002 | Juan Martin Del Potro | Francisco Franco     | Teliana Pereira       | Vicky Nuñez                  |
| 2003 | Guillermo Rivera      | Rafael Garcia        | Roxane Vaisemberg     | Ana Clara Duarte             |
| 2004 | André Stabile         | Gustavo Kleine       | Carla Beltrami        | Tatiana Bua                  |
| 2005 | José Pereira          | Rafael Paez          | Veronica Cepede Royg  | Josymar Escalona             |
| 2006 | João Fernandes        | Federico Coria       | Natany Coronel        | Paula Ormaechea              |
| 2007 | Vitor Galvão          | Donovan Añez         | Yuliana Lizarazo      | Rafaela Miller               |
| 2008 | Vitor Galvão          | Thiago Abreu         | Maria Paula Deheza    | Montserrat Gonzalez          |
| 2009 | Jaime Lopez           | Juan Marino          | Domenica Gonzalez     | Carolina Costamagna          |
| 2010 | Silas Cerqueira       | Matias Zukas         | Sara Gimenez          | Carolina Meligeni Alves      |
| 2011 | Orlando Luz           | Federico Herrera     | Julia Gomide          | Edith Ayelen Monzon          |
| 2012 | Orlando Luz           | Maximiliano Rozas    | Rafaella Baquerizo    | Ornella Garavani             |
| 2013 | Camilo Ugo            | Juan Bautista Otegui | Thaisa Pedretti       | Emiliana Arango              |
| 2014 | Thiago Wild           | João Lucas Reis      | Maria Osório          | Anastasia Iamachkine         |
| 2015 | Mateus Alves          | Allejo Lingua        | Anfisa Danilchenko    | Luniuska Delgado             |
| 2021 | Francisco Castro      | Mario Galarraga      | Giuliana Ciangherotti | Leticia Marangoni            |
| 2022 | Pedro Chabalgoity     | Dante Pagani         | Sabrina Balderrama    | Victoria Barros              |

| Ano  | Campeões Masculino                   | Vices Masculino                  | Campeãs Feminino                   | Vices Feminino                          |
| ---- | ------------------------------------ | -------------------------------- | ---------------------------------- | --------------------------------------- |
| 1974 |                                      |                                  |                                    |                                         |
| 1975 | Vicente Vallenilla Fabio Mion Bet    | C. Butler E. Vieira              | Claudia Monteiro Célia Pécora      | Mery Boveda Germaine Ohaco              |
| 1976 | Nelson Braga Paschoal Penetta        | Fabio Mionbet Nobararoch         | Bettina Bunge Suzana Rojas         | Maria Fernanda Cash Pilar Vasquez       |
| 1977 | Carlos Claverie Corrado Mionbet      | Irineu Aversa Carlos Scott       | Bettina Bunge Pilar Vasquez        | Karen Naylor Marlin Noriega             |
| 1978 | Marcelo Abreu Carlos Chabalgoity     | Mauro Braga Eduardo Oncins       | Laura Arraya Patricia Rios         | Giana Guerra Katia Vieira               |
| 1979 | Carlos Chabalgoity Fernando Roese    | Jose Fernandes Gerardo Vacareza  | Silvana Campos Niege Dias          | Claudia Borgiani Marlin Noriega         |
| 1980 | Pablo Belistzki Horacio De La Peña   | Roberto Azar Claudio Stagni      | Silvana Campos Niege Dias          | Martha Cañizares Montserrat Noboa       |
| 1981 | Silvio Cortez Sergio Fuentes         | Fernando Wu Jaime Yzaga          | Mariane Roldan Maria Zuzic         | Marlene Chumbez Silvia Codiani          |
| 1982 |                                      |                                  |                                    |                                         |
| 1983 | Santos Dumont Jaime Oncins           | Alexandre Aramburu Jose Noriega  |                                    |                                         |
| 1984 | Walmir Bandeira Jaime Oncins         | Nicolas Pereira Erick Sydow      | Claudia Chabalgoity Andrea Vieira  | Claudia Brause Patricia Miller          |
| 1985 |                                      |                                  |                                    |                                         |
| 1986 |                                      |                                  |                                    |                                         |
| 1987 | Juan Ignacio Garat Gustavo Re        | Gustavo Fernandez Alex Uchoa     | Valeria Falter Vanesa Falter       | Romina Landriel Astrid Parlaghy         |
| 1988 | Enrique Alarcon Roberto Dunn         | Gustavo Fernandez Odair Santos   | Ileana Carreon Romina Landriel     | Elza Comino Antonella Macedo            |
| 1989 |                                      |                                  |                                    |                                         |
| 1990 |                                      |                                  |                                    |                                         |
| 1991 |                                      |                                  |                                    |                                         |
| 1992 |                                      |                                  |                                    |                                         |
| 1994 |                                      |                                  |                                    |                                         |
| 1995 |                                      |                                  |                                    |                                         |
| 1996 |                                      |                                  |                                    |                                         |
| 1997 |                                      |                                  |                                    |                                         |
| 1998 |                                      |                                  |                                    |                                         |
| 1999 |                                      |                                  |                                    |                                         |
| 2000 |                                      |                                  |                                    |                                         |
| 2001 | Cancelado                            | Cancelado                        | Cancelado                          | Cancelado                               |
| 2002 |                                      |                                  |                                    |                                         |
| 2003 | Alejandro Gonzalez Santiago Villegas | Mauricio Echazu Daniel Lopez     | Juliana Alzate Giannina Minieri    | Martina Perez Claudia Razzeto           |
| 2004 | Henrique Cunha Juan Lovado           | Andres Bucaro Michael Clarke     | Carla Beltrami Tatiana Bua         | Olivia Bennett Yaimary Paterson         |
| 2005 | Cancelado                            | Cancelado                        | Cancelado                          | Cancelado                               |
| 2006 | João Vitor Fernandes Agustin Velotti | Diego Acosta Tomas Buchhass      | Natalia Coronel Isaura Enrique     | Karen Ching Daniela Serra               |
| 2007 | Franco Agamenone Bruno Sant'Anna     | Lisandro Gabbi Vitor Galvão      | Rafaella Miller Catalina Pella     | Karen Ching Yuliana Lizarazo            |
| 2008 | Cancelado                            | Cancelado                        | Cancelado                          | Cancelado                               |
| 2009 | Pedro Cachin Juan Pablo Paz          | Eduardo Castillo Rafael Coutinho | Carmen Blanco Beatriz Haddad Maia  | Maria Vitória Beirão Domenica Gonzalez  |
| 2010 | Ruben Fanego Allan Velasco           | Facundo Alvo Lautaro Pane        | Maria Paulina Perez Paula Perez    | Camila Giangreco Sara Gimenez           |
| 2011 | Juan Pablo Ficovich Federico Herrera | Manuel Arias Gabriel Sidney      | Natalia de Ugarte Daniela Ruiz     | Fernanda Asteta Edith Monzon            |
| 2012 | Lucas Santos Igor Schattan           | Jose Carvajal Orlando Luz        | Paola Quintana Maria Paula Torres  | Ornella Garavani Juliana Valero         |
| 2013 | Juan Bautista Otegui Camilo Ugo      | Nicolas Acevedo Tomas Etcheverry | Emiliana Arango Sofia Munera       | Maria Lourdes Carle Maria Jose Portillo |
| 2014 | Victor Nuñez Thiago Wild             | Diego Padilha João Lucas Reis    | Almudena Boza Anastasia Iamachkine | Maia Haumuller Camila Osório            |
| 2015 | Cancelado                            | Cancelado                        | Cancelado                          | Cancelado                               |